# 稲生物怪録

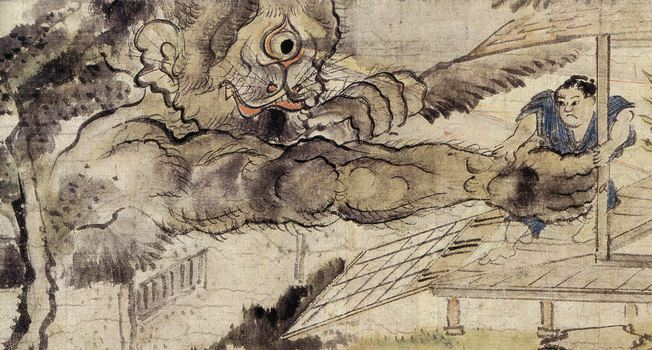
『稲生物怪録絵巻』(堀田本 三次市重要文化財) 7月1日、武太夫を襲う怪物。

『稲生物怪録』（いのうもののけろく、いのうぶっかいろく）は、江戸時代中期の寛延2年（西暦1749年）に、備後三次（現在の広島県三次市）に実在した稲生正令、通称・稲生武太夫（幼名・平太郎）が16歳の年に体験したという、妖怪にまつわる怪異をとりまとめた物語。

## 諸本
『稲生物怪禄』は実に多くの形態で展開したが、成立時期や作成者、成立当初の書名など、いまだ明確になっていない部分が多い。大別すると、ひとつは「物語」としての作品群、もうひとつは「絵巻」や「絵本」としての作品群である。

### 物語としての諸本
- 『柏本』: 一つは広島藩の稲生の同僚であった柏生甫が稲生から直接聞いた内容をそのまま筆記したと伝えられているもので、三人称で書かれている。通称『柏本』と呼ばれている。
- 『三次実録物語』: 二つ目は稲生武太夫本人が大人になってから書き留めたという形式を持つ一人称の作品である。稲生家が所蔵していたものが唯一の写本である。原本は行方不明となっており[1]、2011年2月10日、稲生家から三次市教育委員会に寄贈された『三次実録物語』は原本の写しと考えられている[1]。『国書総目録』によれば、もう一つの同名の和古書が旧浅野図書館にあったとされるが[2]、1945年8月6日の原爆投下による図書館全焼の際に焼失したと考えられている。
- 『平田本』: 三つ目が、国学者平田篤胤とその門下生らによって『柏本』や絵本などをもとにまとめられていったもので、通称『平田本』と呼ばれている[3]。

### 絵本と絵巻物としての諸本
- 『堀田本』: 三次市の堀田家所蔵の絵巻で『三次実録物語』に沿った内容の『三次実録物語絵巻』。
- 『吉田家本』: 『稲生武太夫一代記』
- 『稲亭物怪記 完』：愛知県西尾市の岩瀬文庫所蔵の写本で『三次実録物語』の系統[4]。

### 漢訳書
江戸時代の知識人の間で擬古文として使われていた漢文（漢文学）に訳されたもの。
- 『稲生霊怪録』：緑園公子が『稲亭物怪録』を漢訳し、他の漢文説話とともに1819年（文政2年）に『肖山野録』と題した貸本として刊行される予定であったもの[5]。
- 『稲生怪譚図誌』：堀田本系統の伝本の絵をそのまま写し文章を漢訳したもの。序文によると第二次長州征討で三好を訪れた関東の武士が土地の人から『稲生平太郎一代記』を借り漢文に翻訳した[6]。

## あらすじ

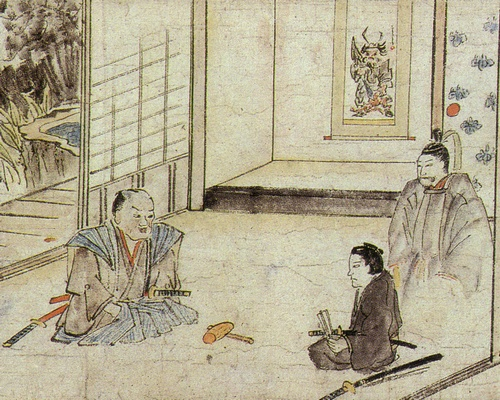
『稲生物怪録絵巻』(堀田本 三次市重要文化財) 30日、魔王が現れ子細を語り、槌を手渡す。

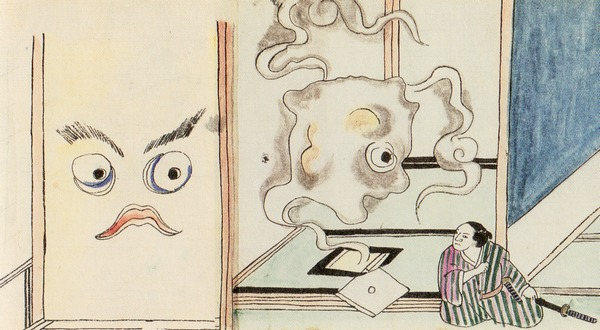
『稲生武太夫一代記』(吉田家本 三次市重要文化財) 30日、壁に現れた目と口、灰から這いだすミミズの物の怪。

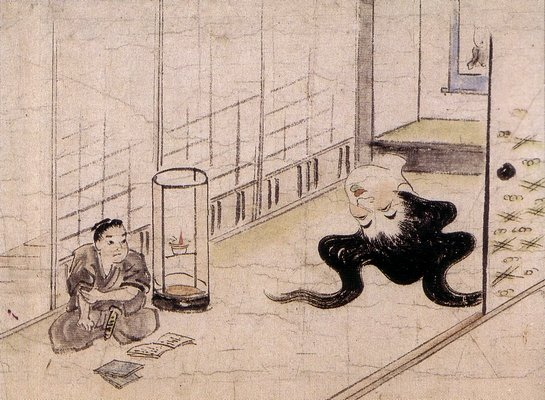
『稲生物怪録絵巻』(堀田本 三次市重要文化財) 3日、女の逆さ生首が現れる。

寛延2年（1749年）の夏、備後の国、旧三次藩の町内で暮らす当時16歳の武士の子息、稲生平太郎は、ひょんなことから怪異のただなかに身を置くこととなる。5月、平太郎は隣家に住む相撲取りの権八と肝試しを競うこととなり、三次市にある比熊山に登り、祟りがあるとされる場所におもむく。7月1日の深夜に大きな怪物が平太郎を襲い、それからというもの、一カ月間、毎日奇怪な現象「物怪」に悩まされるようになる。月の終わりの夜、山本 (サンモト) 五郎左衛門と名乗る「魔王」が武士の姿となって現れ、子細を語った後、大勢のもののけの眷属を率いて去っていったというものである。伝承されるにつれて、物語の主軸をなす構成要素（三次・寛延2年・16歳）が削除されたり、逆に魔王が去っていく際に、槌を平太郎に手渡すといった内容が増補される。

## 解説
その内容の奇抜さから、『稲生物怪録』は多くの高名な文人・研究者の興味を惹きつけた。まず江戸後期に国学者平田篤胤によって広く流布され、明治以降も泉鏡花（「草迷宮」）、稲垣足穂（「山ン本五郎左衛門只今退散仕る」）、折口信夫らが作品化している。妖怪・怪奇ブームにのり、21世紀に入っても民俗学者の谷川健一や荒俣宏、伝奇作家の京極夏彦らも解説書を刊行（下記参照）。水木しげるも『木槌の誘い』で漫画化。『地獄先生ぬーべー』でも劇中のエピソードで紹介された。また、三次を舞台にした宇河弘樹の『朝霧の巫女』に取り上げられたことで、三次には若い観光客が増えているという。
稲生平太郎の子孫は現在も広島市に在住しており、稲生武太夫の墓所が広島市中区本照寺にある。また、稲生家には、識語に「弘化元年、國前寺へ納める」とある『三次実録物語』が伝来していたが、國前寺に納めたはずの原本は行方不明である。現在、三次教育委員会に寄託された『三次実録物語』は原本の写しと考えられている。
2019年4月、三次市にオープンした「湯本豪一記念 日本妖怪博物館（三次もののけミュージアム）」は稲生物怪録に関する資料を収集しているほか、稲生物怪録に関する常設展示がある。

### 妖怪の出現経緯について
物語に出現する妖怪の数は『三好実録物語』では50、『稲生物怪禄』の柏本は48、平田本は67と差異がある。『三好実録物語』には、平太郎と権八は肝試しの一環として化け物が出る比熊山で百物語を行ったという『稲生物怪録』にない記述がある。百物語のうち平太郎が語った50の妖怪話を実録風に描いたと訳注を行った文学博士・民俗学者の繁原央は推測した。

## 書名の読み方について
出版物や報道では「物怪」の読みを「もののけ」としているが、「ぶっかい」とする意見もある。
国文学者の田中貴子は、著書『鏡花と怪異』において、
「ちなみに、ほとんどの人は『いのうもののけろく』と読んでいるが、『国書総目録』では『いのうぶっかいろく』として見出しがあげられている。『物怪』が『もののけ』と読めないことはすでに森正人の指摘があるので、『ぶっかいろく』と音読みすべき」
と指摘した。また自身のブログでも、
「『稲生物怪録』について講演しにいったところ、地元の青年会の人が「いのうもののけろく」と言っていました。これが間違いだということをなぜか誰も言いません。間違いです。『国書総目録』ひいてみてください。「いのうぶっかいろく」で出ていますよ。その他にも例はあります。ちゃんと勉強してください」
と批判した。
だが、森の指摘は中世までのものであって近世には当てはまらず、『国書総目録』の読みが絶対に正しいとは言えない。また「物怪」を「もののけ」と読んだ例は『書言字考節用集』（享保2年（1717年）刊行）等の同時代資料に見られ、「物怪」を「もののけ」と読むのは、少なくとも近世においては誤りではない。

## 稲生神社

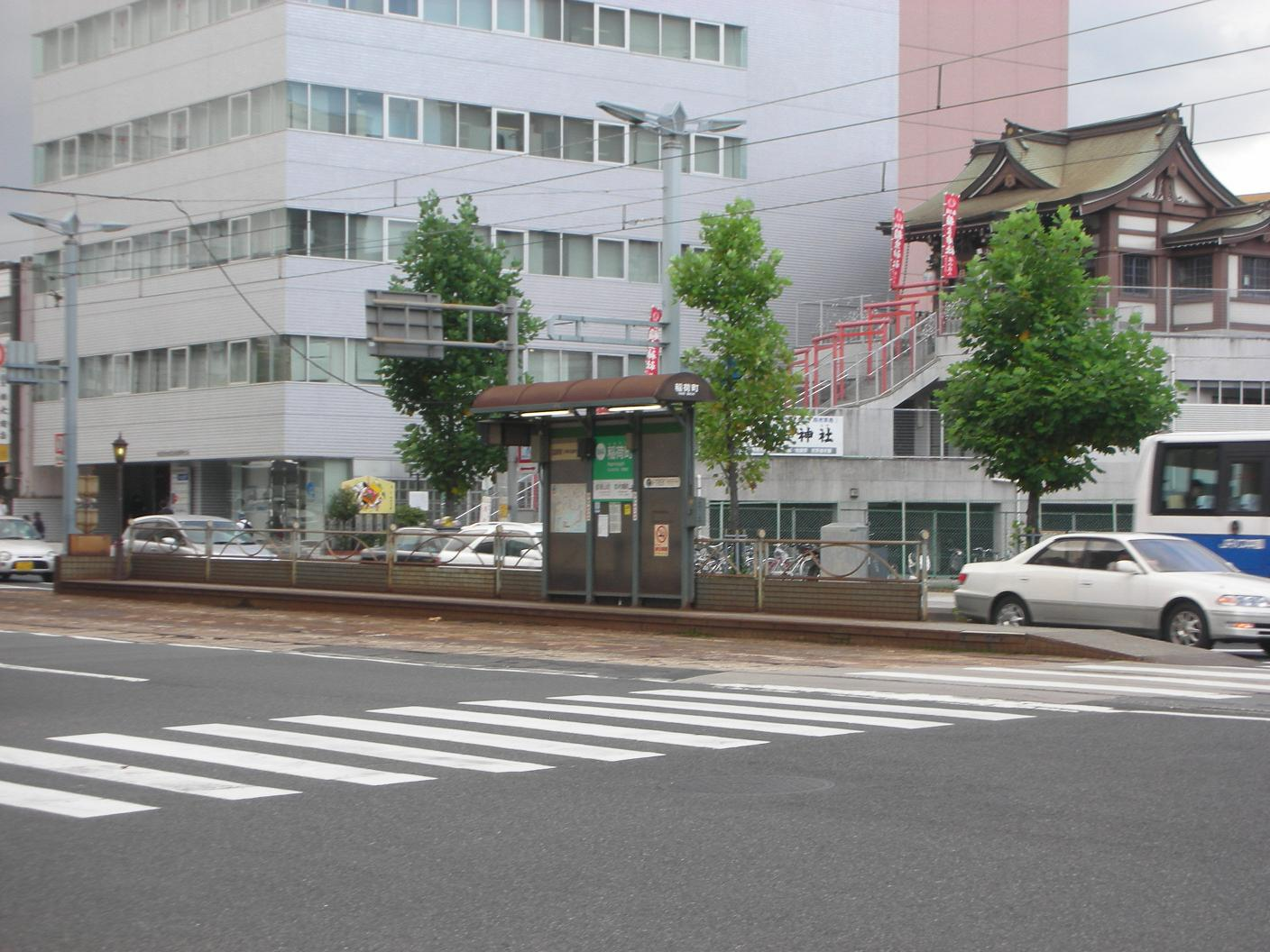
稲生神社と稲荷町電停

広島市南区稲荷町の稲生神社は、豊受大神や大國主命と併せて稲生武太夫を御祭神として祭っている。町名と違う理由は諸説あり定かでない。17世紀初頭に創建されたが原爆で全て焼け、再建された。後にビルの建設で、当初の位置より少し東寄りに再々建されている。昨今の妖怪ブームで前述の荒俣宏や京極夏彦、水木しげるも調査に訪れている。

## 関連記事
2020年5月、国際日本文化研究センターが東京の古書店で所在不明の絵巻を発見し購入。旧広島高等師範学校の教員、及川大渓が所蔵し「芸備の伝承」(1973年) で紹介されていた絵巻と同一のものであり、「柏本」を基にしたとみられ、1849年（嘉永2）の作であると特定された。

## 刊行文献
- 谷川健一編『稲生物怪録絵巻　江戸妖怪図録』小学館、1994年
- 荒俣宏編・解説『平田篤胤が解く　稲生物怪録』角川書店、2003年
- 杉本好伸編『稲生物怪録　絵巻集成』国書刊行会、2004年
- 京極夏彦訳『稲生物怪録』東雅夫編・解説、角川ソフィア文庫、2019年　現代語訳
- 繁原央 (11 1995). 常葉大学短期大学部日本語日本文学会. ed. “「稲生物怪録」成立考”. 常葉国文 (常葉大学短期大学部日本語日本文学会) 20:  69-80. NDLJP:8427583/10.